# Agnese De Donato
Agnese De Donato (Bari, 7 de enero de 1927– Roma, 5 de marzo de 2017) fue una fotógrafa, periodista, galerista y feminista italiana.

## Biografía
Nació en Bari, donde estudió derecho junta con Aldo Moro, y vivió y trabajó en Roma.
En 1957, junta con Gina Severini (hija del pintor Gino Severini), abrió en Via Ripetta la librería “Al ferro di cavallo” (llamada por los demás como “la librería más extraña de Roma"), donde se reunían los escritores, artistas y periodistas más grades de la época. Allí leían sus versos los autores Sandro Penna y Valentino Zeichen, además ella misma allí coronó de laurel Tristan Tzaracuando acabó de regresar de Taormina donde él había ganado un premio de poesía, y también, allí Alberto Burri presentó su libro imprimido en 15 copias, las cuales De Donato dijo que ninguna fue vendida. En esta librería, galería, salón cultural, laboratorio de ideas, se hablaba y también se hacía política: también a través del arte, como en la exposición “¡Que viva a Fidel Castro!” donde, en 1961, Capogrossi, Novelli, Perilli, Fabio Mauri, Mimmo Rotellay muchos otros honraron el Líder Maximo. En esta exposición De Donato organizó otras pequeñas exposiciones donde aconsejaba libros a los estudiantes de la Academia de Bellas Artes de Roma.
Esta librería expuso las obras de diferentes artistas: el arte pop italiano y americano, los “Novissimi”, el “Grupo 63”, los poetas como Giuseppe Ungaretti, Leonardo Sinisgalli, Tristan Tzara, Ezra Pound, Jorge Guillén, Libero De Libero, Augusto Frassineti, Bernardo Bertolucci y Pier Paolo Pasolini, y los artistas visuales (Alberto Burri, Afro, Giuseppe Capogrossi, Gastone Novelli, Achille Perilli), que luego su cámara inmortalizó. En 1964 los poetas del “Grupo 63” iniciaron allí el proyecto de una nueva revista literaria “Gramática”, que artistas como los hermanos Arnaldo y Giò Pomodoroy Toti Scialoja ilustraron.
Tras esta experiencia suya que duró 10 años, recordada en el volumen “Via Ripetta 67”, en 1968 empezó a trabar como periodista y fotógrafa.
Fue una entre las primeras mujeres a calificarse como fotoperiodista profesional, a final de los años sesenta realizó importantes reportajes sobre acontecimientos políticos, sociales y culturales por periódicos como L’Europeo, Tempo Illustratoy Aut Aut. Hace poco, las fotos suyas se incorporaron en la colección de Donata Pizzi, que expuso a la última Trienal de Milán (2016) al interior de la exposición “La otra mirada: fotógrafas italianas 1965-2018”.
Colaboró con diarios como Paese Seray la Gazzetta del Mezzogiornoy con muchos periódicos como por ejemplo L’espresso, Cosmopolitan, y Panorama, con investigaciones, entrevistas y fotografías a personajes de la cultura, de la política y del espectáculo.
En los años ’70 se ocupó de las relaciones con la prensa de varias compañías de teatro de vanguardia – entre los cuales el Teatro La Piramide de Memè Perlini y el Laboratorio de Camión de Carlo Cartucci y Carla Tató – y de la revista Documento Arte, como periodista y fotógrafa. Fue la fotógrafa de escena del Teatro de vanguardia de Giuliano Vailicò, Giancarlo Nanni, Leo De Berardinis y Dacia Maraini. 
En 1973 fundó con otras periodistas Effe, la primera revista feminista en Italia, por la cual colaboró como redactora y fotógrafa. Ella misma realizó la mayoría de las portadas en las revistas y la fotografía símbolo del feminismo que adoptó el Movimiento de liberación de la mujer, “No se nace mujer, se llega a serlo”. En esta revista ella inmortalizó las mujeres y sus rebeliones y también las manifestaciones y los muchos y famosos gestos de la lucha femenina.
En 2008 publicó ¿Que hace esta noche?, un volumen que recoge una selección de 100 entrevistas realizadas en los años setenta y ochenta a ilustres personajes de la época en el diario Paese Sera.
En 2014 la invitaron al Museo del Arte Oriental de Turín a una charla con el público sobre su amistad con Fosco Maraini, en ocasión de la grande exposición fotográfica de Maraini. En el mismo año, en Montemurro (un pequeño municipio situado en el territorio de la provincia de Potenza, en Basilicata) la Fundación del poeta Leonardo Sinisgalli dedicó dos salas permanentes a los textos, las cartas de amor, los retratos y a las acuarelas que Sinisgalli enviaba a De Donato, que era su musa inspiradora.
En 2015 participó al documentario “Swinging Roma” del director de cine Andrea Bettinetti, como testigo del escenario artístico de los años 60 en Roma.  
Desde los años sesenta hasta 2017, Agnese De Donato colaboró con instituciones como la Academia Filarmónica Romana, el Teatro de la Ópera de Roma, la Academia Nacional de Danza, para el Aterballetto de Amedeo Amodio, para el Festival experimental de Alessandria, de Todi y del teatro de Anagni y para otros festivales, conciertos y teatros. 
Ella promovió artistas como José Carreras, Montserrat Caballé, Lorin Maazel y muchos otros y también colaboró con grandes nombres de la danza. Sobre todo, colaboró con Vittoria Ottolenghi, escritora, crítica, ensayista, periodista y una de las más célebres expertas italianas del ballet, que la quiso desde la primera edición del Festival de Castiglioncello. En el mismo período estuvo a cargo de la oficina de prensa del Festival de Cagliari, y durante más de 15 años gestionó la de la Academia Nacional de Danza bajo la dirección de Margherita Parrilla.  
Retrató a artistas como Carla Fracci, Ekaterina Maximova, Maya Michajlovna Plisétskaya, Vladimir Vassiliev, Elisabetta Terabust, Patrick Dupond y Rudolf Nureyev.
En febrero de 2017 ganó el premio especial "EUROPAenDANZA" por años de difusión y promoción de la danza a través del rol de gabinete de prensa. 
Participó en numerosas exposiciones y, poco después de su muerte en marzo de 2017, sus hijos Francesco, Giovanni y Michele Pogliani inauguraron su primera exposición personal: "Los años 70... Yo estuve allí", celebrada en la Galleria De Crescenzo & Viesti De Roma. Una colección de más de cien fotografías de los años setenta, que imprimió directamente la autora en su momento. 
El archivo incluía unos 200.000 negativos, principalmente en blanco y negro, y unos cuantos miles de copias antiguas. Los temas tratados eran: política, cine, danza, feminismo y teatro de vanguardia en los años setenta en Roma.

## "Los años 70... yo estuve allí” su primera exposición personal
Su archivo histórico está lleno de fotos que documentan casi tres décadas (1969-1992) de historia italiana, de este archivo Agnese De Donato hizo una selección de imágenes sobre los años setenta. Con afición y determinación De Donato trabajó más de un año, hasta sus últimos días, a la puesta en escena de la exposición que documenta su especial atención, singular y cercana, a algunos de los aspectos más intensos y significativos de aquellos años: el arte y el espectáculo de vanguardia, las batallas de las mujeres, los protagonistas de la cultura y de la escena italiana e internacional. 
La autora eligió personalmente las estampas con la colaboración de la curadora Greta Boldorini, la mayoría de estas son estampas antiguas realizadas en el pequeño laboratorio de revelado e impresión anexo al estudio de De Donato. Esto le da a la exposición un valor añadido de especial testimonio. 
Las fotos testimonian, como cuenta ella misma, “los encuentros con los amigos escritores como Alberto Moravia, Natalia Ginzburg y Carlo Levi, pintores como Mino Maccari, Achille Perilli y Michelangelo Pistoletto, poetas como Leonardo Sinisgalli, Alfredo Giuliani y Valentino Zeichen, actores como Ugo Tognazzi, Michele Placido, Romy Schneider, Charlotte Rampling, Claudia Cardinale y Monica Vitti y políticos como Giorgio Napolitano y Stefano Rodotà”. También muestran las diferentes generaciones de directores de cine, desde Marco Bellocchio hasta Nanni Moretti, y desde Liliana Cavani hasta Carlo Verdone. 
Hay imágenes, a menudo ensayando o entre bastidores, de los grandes protagonistas del ballet: Carla Fracci y Rudolf Nureyev durante los ensayos de Giselle, Antonio Gadescon Cristina Hoyos, y la gran Maya Plisétskaya.
Además, "los espectáculos extraordinarios de la vanguardia despeinada", con fotos que nos regalan fragmentos preciosos de instalaciones de culto: el Wedekind del Risveglio di primavera de Giancarlo Nanni con la joven Manuela Kustermann, Las 120 jornadas de Sodoma de Giuliano Vasilicò, Macbeth de Leo De Berardinis y el espectáculo revelación de Memè Perlini: Pirandello, ¿quién?
También hay acontecimientos curiosos, como la presencia de John Lennonen la “Primera Conferencia Internacional de Planificación Feminista”, un evento estrictamente separatista, celebrado en Cambridge (Massachusetts), en el que Yoko Ono consiguió dejarlo participar como "creador de videos" (con el compromiso, dijo De Donato, ¡de dejarlo cantar!).
El extenso catálogo está dividido en cinco secciones (1. Mujeres 2. Instantáneas 3. Arte vivo 4. El teatro de las bodegas 5. Las piezas de las bailarinas), y también se complementa con una serie de fotos no incluidas entre las expuestas, para un total de 156 fotografías, y está enriquecido con intervenciones de especialistas como Giuseppe Appella, Laura Iamurri y Greta Boldorini y testimonios sobre la autora de Grazia Francescato, Italo Moscati, Leonetta Bentivoglio y Donatella Bartozzi.

## Exposiciones
- 2013 - "Grupo 63. Un cincuentenario", MUSMA - Museo de Escultura Contemporánea. Matera
- 2014 - "El encanto de las Mujeres del Mar. Fosco Maraini. Fotografías. Japón 1954" - MAO, Turín
- 2017 - "Los años 70... Yo estuve allí", Roma, Galleria De Crescenzo & Viesti
- 2018 - "Los años 70: homenaje a Alberto Bevilacqua", Festival de Cine de Parma
- 2019 - "La otra mirada: fotógrafas italianas 1965-2018", Roma, Palacio de Exposiciones
- 2019 - "El sujeto inesperado. 1978 Arte y feminismo en Italia" - Milán, FM Centro de Arte Contemporáneo
- 2019 - “Arte de combate: Roma 1968-1978” - Galería Mascherino, Roma
- 2019/21 - "Espacios de arte en Roma. Documentos del Centro de Investigación y Documentación de Artes Visuales (1940-1990)" - Galería de Arte Moderno, Roma
- 2021 - "Hola hombre" Rostro, poder e identidad del hombre contemporáneo - Galería del Arte Moderno, Roma
- 2021 - ROMA VISUAL 2021 – Revisión a los talentos femeninos del arte desde el siglo XIX hasta hoy – Cultura de Roma con la colaboración de Casa del Cine y Zètema Proyecto Cultura.
- 2021/22 - "El portero nocturno. La libertad de la perdición" - Municipio de Carpi - Archivo Histórico Municipal, con la colaboración de los Museos del Palacio de los Pio de Carpi.

## Libros
- Agnese De Donato, "Via Ripetta 67", ediciones Dedalo, 2005
- Agnese De Donato, "¿Que hace esta noche?", ediciones Dedalo, 2008
- Agnese De Donato, “25 años con Antonio. Vida y milagros” ediciones “Fiumara de Arte”, 2016